# Abarth 1500 Biposto
La Abarth 1500 Biposto est un prototype concept car de la marque italienne Abarth, conçue par le designer Franco Scaglione de Bertone et présentée sur le stand Fiat du salon de l'automobile de Turin de 1952.

## Historique
Le prototype a été acheté par le constructeur américain Packard et amené à Détroit pour s'en servir de modèle d'inspiration.
Elle a remporté le prestigieux prix d’élégance 2010 du Pebble Beach Concours d'Elegance.

## Dans la culture populaire
Le modèle est disponible dans le jeu vidéo Gran Turismo 6 ainsi que Ondarun.